# Пеквот-Лейкс (город, Миннесота)
Пеквот-Лейкс (англ. Pequot Lakes) — город в округе Кроу-Уинг, штат Миннесота, США. На площади 4,4 км² (3,8 км² — суша, 0,6 км² — вода), согласно переписи 2002 года, проживают 947 человек. Плотность населения составляет 252,4 чел./км².
- Телефонный код города — 218
- Почтовый индекс — 56472
- FIPS-код города — 27-50416[1]
- GNIS-идентификатор — 0649276[2]